# シャンビ山
シャンビ山 (アラビア語: جبل الشعانبي)とはチュニジア最高峰であり、標高は1,544mである。チュニジア中央西部のカセリーネの街の上にあり、松の林に覆われている。
植生はアレッポマツの他にセイヨウヒイラギガシ、ビャクシン、ローズマリーなどがあり、動物のエドミガゼルの数少ない生息地でもある。1981年以降は生物圏保護区に指定されている。